# Щедров, Пётр Григорьевич
Пётр Григорьевич Щедров (23 апреля 1912 года — 15 сентября 1970 года) — участник Великой Отечественной войны, Герой Советского Союза. Командир стрелковой роты 182-го гвардейского стрелкового полка (62-я гвардейская стрелковая дивизия, 37-я армия, Степной фронт), гвардии старший лейтенант.

## Биография
Родился в 1912 году в станице Клетской, ныне Волгоградской области.
Командир стрелковой роты гвардии старший лейтенант Щедров отличился при форсировании Днепра в районе села Мишурин Рог (Верхнеднепровский район Днепропетровской области). 28 сентября 1943 года рота на подручных средствах под огнём противника переправилась через реку и захватила плацдарм. Отбив контратаки противника, рота способствовала переправе других подразделений полка.
После войны жил в этой же станице, где умер в 1970 году.

## Награды
Звание Героя Советского Союза с вручением ордена Ленина и медали «Золотая Звезда» Петру Григорьевичу Щедрову присвоено 22 февраля 1944 года.